# Метаданные

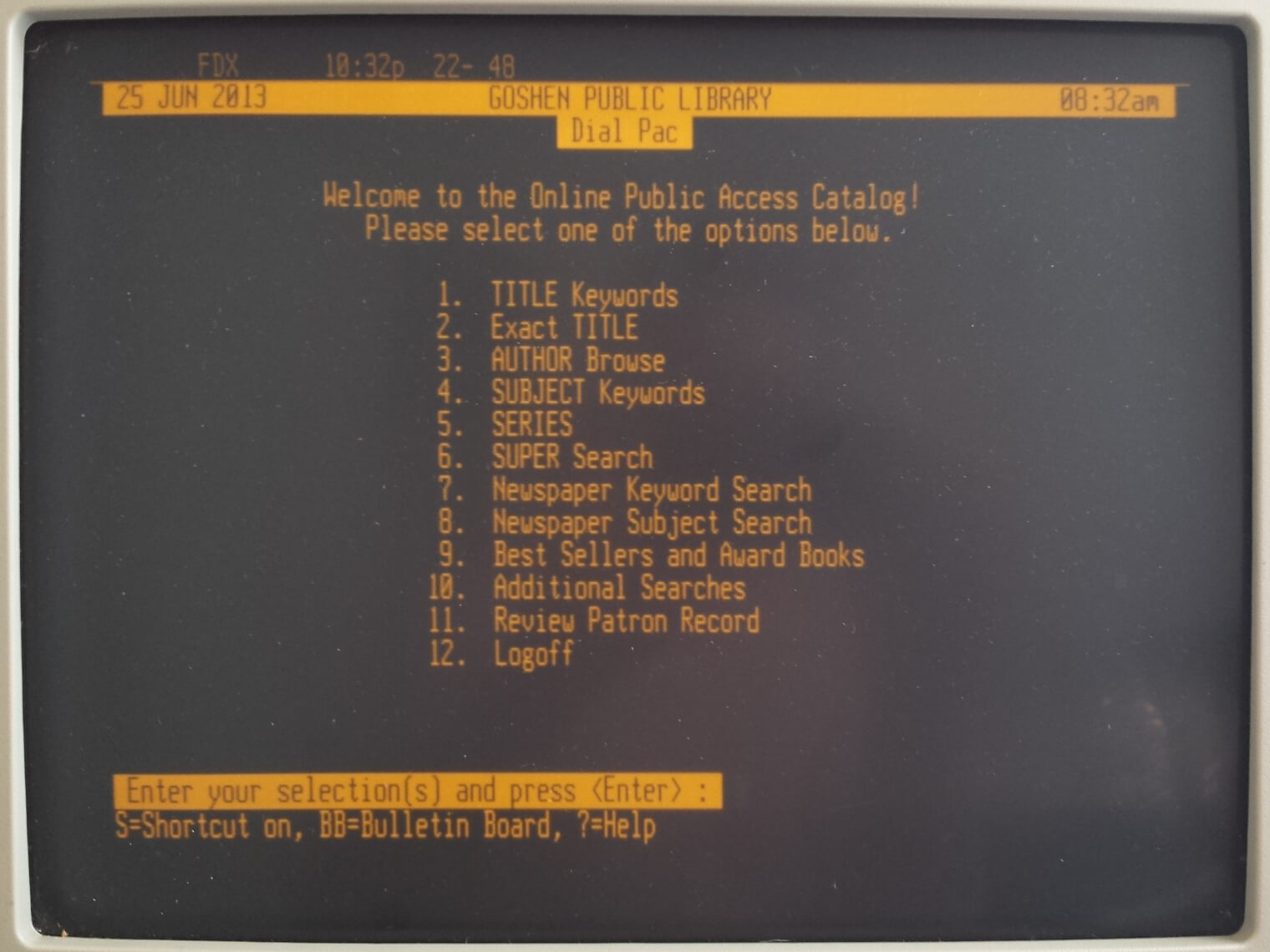
Метаданные используются в информационных системах

Метаданные (от лат. meta — цель, конечный пункт, предел, край и данные) — информация о другой информации, или данные, относящиеся к дополнительной информации о содержимом или объекте. Метаданные раскрывают сведения о признаках и свойствах, характеризующих какие-либо сущности, позволяющие автоматически искать и управлять ими в больших информационных потоках.

## Базы данных
Такая информация часто используется в базах данных:
1. Метаданные — это субканальная информация об используемых данных[2].
2. Структурированные данные, представляющие собой характеристики описываемых сущностей для целей их идентификации, поиска, оценки, управления ими[3].
3. Набор допустимых структурированных описаний, которые доступны в явном виде и предназначение которых может помочь найти объект[4]. Термин используется в контексте поиска объектов, сущностей, ресурсов.
4. Данные из более общей формальной системы, заданную с описывающей свойства системы данных.
5. Информация о содержащейся на веб-странице свойств информации (создателе и т. п.). Пример: Имя автора правки в тексте. Этот термин в широком смысле слова используется для любой информации о данных: именах таблиц, колонок в таблице в реляционных базах данных, номер версии в файле программы (то есть как информативная часть в бинарном файле) и т. п.

## Иерархии метаданных
Структурированные в виде иерархии метаданные более правильно называть онтологией или схемой метаданных (например, XML-схема).

## Различие между данными и метаданными
Обычно невозможно провести однозначное разделение на данные и метаданные в документе, поскольку:
- Что-то может являться как данными, так и метаданными. Так, заголовок статьи можно одновременно отнести как к метаданным (как элемент метаданных — заголовок), так и к собственно данным (поскольку заголовок является частью самого текста).
- Данные и метаданные могут меняться ролями. На стихотворение, рассматриваемое как данные, может быть написана музыка, в этом случае всё стихотворение может быть «прикреплено» к музыкальному файлу и в этом случае рассматриваться как метаданные. Таким образом, отнесение к одной или другой категории зависит от точки зрения (или пространства имён, системы отсчёта).
- Возможно создание мета-мета-…-метаданных (см. аксиома выбора). Поскольку, в соответствии с обычным определением, метаданные являются данными, то можно создать метаданные на метаданные, метаданные для вывода на специальные устройства, либо чтения их описания с использованием программного обеспечения, преобразующего текст в речь.

Другие описательные метаданные могут использоваться автоматизированными рабочими потоками. Например, если некоторая «умная» программа «знает» содержимое и структуру данных, то данные могут быть автоматически преобразованы и переданы другой «умной» программе как входные данные. В результате, пользователи будут освобождены от необходимости выполнения множества рутинных операций, если данные предоставлены для работы такими «немногословными» программами.
Метаданные становятся важны в World Wide Web по причине необходимости обеспечения поиска полезной информации среди огромного количества доступной. Метаданные, созданные вручную, имеют большую ценность, поскольку это гарантирует осмысленность. Если веб-страница на какую-то определённую тему содержит слово или фразу, то все другие веб-страницы на эту тему могут содержать такое же слово или фразу. Метаданные также обладают разнообразием, поэтому если с какой-то темой связаны два значения, то каждое из них может быть использовано. Например, статья про Живой Журнал может быть обозначена с помощью нескольких значений: «Живой Журнал», «ЖЖ», «LiveJournal».
Метаданные используются для хранения информации о записях audio CD. Аналогично MP3 файлы хранят метаданные в формате ID3.
Редактировать метаданные графических файлов можно в специальных программах для работы с метаданными.

## Классификация метаданных
Метаданные можно классифицировать по
- Содержанию. Метаданные могут либо описывать сам ресурс (например, название и размер файла), либо содержимое ресурса (например, «в этом видеофайле показано как парень играет в футбол»).
- По отношению к ресурсу в целом. Метаданные могут относиться к ресурсу в целом или к его частям. Например, «Title» (название фильма) относится к фильму в целом, а «Scene description» (описание эпизода фильма) отдельное для каждого эпизода фильма.
- По возможности логического вывода. Метаданные можно подразделить на три слоя: нижний слой — это «сырые» данные сами по себе; средний слой — метаданные, описывающие указанные «сырые» данные; и верхний слой — метаданные, которые позволяют делать логический вывод, используя второй слой.

Тремя наиболее используемыми классами метаданных являются:
- Внутренние метаданные, описывающие структуру или составные части вещи, то, чем вещь является. Например, формат и размер файла.
- Административные метаданные, требующиеся для процессов обработки информации, назначение вещи. Например, информация об авторе, редакторе, дата публикации и т. п.
- Описательные метаданные, которые описывают природу вещи, её признаки. Например, набор связанных с информацией категорий, ссылки на другие вещи, связанные с данной.

## Формат метаданных
Метаданными на практике обычно называют данные, представленные в соответствии с одним из форматов метаданных.
Формат метаданных — представляет собой стандарт, предназначенный для формального описания некоторой категории ресурсов (объектов, сущностей и т. п.). Такой стандарт обычно включает в себя набор полей (атрибутов, свойств, элементов метаданных), позволяющих характеризовать рассматриваемый объект. Например, формат MARC позволяет описывать книги (и не только книги), содержит поля для описания названия, автора, тематики и огромного множества других характеристик (формат MARC позволяет описать сотни характеристик).
Форматы можно классифицировать, во-первых, по охвату и подробности типов описываемых ресурсов. Во-вторых, по ширине и подробности области описания ресурсов и мощности структуры элементов метаданных. Кроме этого, можно классифицировать по предметным областям, или целям разработки и использования формата метаданных.
Форматы метаданных часто разрабатываются международными организациями или консорциумами, включающими в себя заинтересованные в появлении стандарта государственные организации и частные компании. Разработанный формат часто закрепляется как стандарт в одной или нескольких организациях, занимающихся разработкой и принятием стандартов (например W3C, ISO, ANSI и т. п.).
Классификация форматов метаданных по описываемой предметной области:
- DCMI является одним из наиболее распространённых в интернет форматов метаданных для описания ресурсов любого типа (как электронных документов, так и реальных физических объектов). Другие форматы метаданных, предназначенные для описания архивов и электронных ресурсов GILS, EAD.
- для описания персон и организаций vCard и FOAF
- для описания библиографических ресурсов предназначены форматы семейства MARC (MARC 21, используемый в США и Великобритании, и UNIMARC, используемый в Европе и Азии); UNIMARC в свою очередь подразделяется на национальные расширения этого формата (так, в России используется RUSMARC); в силу большой сложности форматов семейства MARC для решения задач интеграции данных был разработан формат MODS.
- для описания музейных и исторических ценностей используется формат CDWA
- для описания издательской продукции используются PRISM и ONIX
- для кристаллографической информации CIF
- для работы с изображениями со спутников VICAR
- для описания новостей NewsXML

и т. д.